# 부천국제애니메이션페스티벌
부천국제애니메이션페스티벌(Bucheon International Animation Festival, 약칭 BIAF)은 부천시의 애니메이션 영화제이다.
1999년 부천시에서 부천국제대학애니메이션페스티벌이라는 이름으로 대한민국 최초 학생 중심 애니메이션페스티벌로 출범하였다. 2004년에 부천국제학생애니메이션페스티벌로 명칭을 변경했다. 2015년 일반영화제로 영역을 확대하였고 부천국제애니메이션페스티벌로 명칭을 변경했다. 2017년 대한민국 최초 아카데미 공식인증 국제영화제로 지정되어 아시아 최고 애니메이션영화제로서의 입지를 확고히 하고 있다.